# Szevernij híd
A Szevernij híd (orosz nyelven: Северный мост) közúti híd Oroszország ázsiai részén, az Ob folyón. Novoszibirszk északi elkerülőútjának része.

## Ismertetése
A Novoszibirszket északon elkerülő 76,4 km hosszú autóút elkészítéséhez tizenegy hidat kellett megépíteni, köztük legnagyobb az Ob hídja, amely Krasznij Jar falu mellett ível át a folyón.
A 924 m hosszú, kilenc nyílású Ob-híd építése 1999-ben kezdődött és csaknem tíz évig tartott. A pillérek mellett egy második sor pillér is készült, így a jelenleg 2 × 1 sávos híd szélessége viszonylag könnyen növelhető. 
A várost elkerülő autóút két ütemben épült. Az első ütemben készült 50 km hosszú útvonalat az Obon átívelő híddal együtt 2008-ra fejezték be. A második ütem építése 2009 júliusában kezdődött. Ennek utolsó szakaszát 2011. novemberben Vlagyimir Putyin akkor mint miniszterelnök avatta fel. Az elkerülőút az R254-es és az R255-ös főutat köti össze és nagy mértékben tehermentesíti a nyugat-szibériai nagyváros forgalmát. 